# Michał Weinzieher
Michał Weinzieher (geboren am 1. Juni 1903 in Będzin; gestorben im April 1944 in Krakau) war ein polnischer Jurist, Kunsthistoriker und Museumsdirektor. Neben Kunstkritiken publizierte er auch juristische Studien und Reiseberichte. Er wurde im Rahmen des Holocaust ermordet.
Er war verheiratet mit der polnischen Lyrikerin Zuzanna Ginczanka, die ebenso ein Opfer des Holocaust wurde.

## Leben und Werk
Michał Weinzieher wurde in eine weitgehend assimilierte jüdische Familie geboren und wuchs in seiner Geburtsstadt, damals rund 30.000 Einwohnern, auf. Sein Vater, Salomon Weinzieher (1869–1943), war Arzt, zeitweise Direktor des Distrikt-Krankenhauses, Vorsitzender des Stadtrates von Będzin und Abgeordneter im Sejm. Auch er wurde im Rahmen des Holocaust von den deutschen Besatzern ermordet. Sein Bruder, Jan Jakub Weinzieher (1908–1940), wurde ebenfalls Arzt. Er diente als Leutnant in den polnischen Luftstreitkräften und wurde im Rahmen der Massaker von Katyn ermordet.
Michał Weinzieher studierte Rechtswissenschaften an der Universität Warschau. Während des polnisch-sowjetischen Kriegs meldete er sich freiwillig zur polnischen Armee. Danach begann eine rege Publikationstätigkeit in Periodika und Büchern, die sich in drei Bereiche aufteilten:
- Kunstkritik in der Zeitschrift Nasz Przegląd und Kunstbetrachtung, insbesondere von polnischen Künstlern jüdischer Herkunft,
- juristische Studien, insbesondere zum Verfassungsrecht und den Thesen von Leon Petrażycki, sowie
- Reiseberichte aus England, Frankreich und der Sowjetunion.

Er wurde Vorsitzender der Jüdischen Gesellschaft zur Förderung der Schönen Künste und war auch Mitglied der Jüdischen Landeskundegesellschaft. In der Folge arbeitete er am Historischen Museum der Stadt Lwów (dem heutigen Lwiw, dt: Lemberg). Anfang 1940 heiratete er in Lwów die Lyrikerin Zuzanna Ginczanka, die 1936 ihr erstes Buch herausgebracht hatte und die nach dem Überfall auf Polen vor den Deutschen geflohen war. Nachdem die Deutschen auch Lwów eingenommen hatten, flüchtete das Ehepaar nach Krakau. Weinzieher benutzte nunmehr den Decknamen „Michał Danilewicz“. Ab 1943 versteckte er sich gemeinsam mit seiner Frau in Krakau, unterstützt durch zwei Freunde, Maria Güntner und Janusz Woźniakowski. Ein Jahr lang konnten die beiden das Haus nicht verlassen. Aufgrund einer Denunziation wurden sie im 1944 in der Mikołajska-Straße 5 von der Gestapo verhaftet, wegen mutmaßlicher Kontakte zur polnischen Untergrundbewegung. Sie wurden getrennt, beide wurden gefoltert. 
Michał Weinzieher starb im April 1944 unter ungeklärten Umständen in Haft.
Auch Ehefrau, Bruder, Vater und die Großmutter seiner Ehefrau wurden während des von Hitler ausgelösten Krieges und während der Schoa ermordet.

## Veröffentlichungen
- Eugeniusz Zak: wspomnienie pośmiertne (1926)[3]
- Uroda Miss Judei (Nasz Przegląd, 31. März 1929)[4]
- Fermenty literackie (Europa, 1930)[5]
- Symche Trachter, Paris (1930)
- Wystawa prac Zygmunta Menkesa: styczeń 1931 (1931)
- Idee prawno-państwowe Leona Petrażyckiego (1931)
- Refleksje nad ideami prawno-handlowemi Leona Petrażyckiego (1932)
- O racjonalną politykę muzealną (Wiadomości Literackie, 6. Januar 1935)